# أدرباداجان
أدرباداجان (الفارسية الوسطى: durbādagān / arbāyagān) كانت مقاطعة ساسانية تقع في شمال إيران، تقع اليوم في أذربيجان. عملت كمنطقة حدودية مهمة (وبعد ذلك دينية) ضد الدولة المجاورة أرمينيا. كانت جانزاك هي عاصمة المقاطعة.